# Othello (1956)
Othello (Russisch: Отелло, Otello) is een Sovjetfilm uit 1956. 

## Film
Othello is een film van productiebedrijf Mosfilm naar een scenario van Sergej Joetkevitsj gebaseerd op Othello van William Shakespeare. Joetkevitsj verzorgde tevens de regie. Hoofdrollen waren weggelegd voor Sergej Bondartsjoek (Othello), Irina Skobtseva (Desdemona) en Andrej Popov (Yago). De film ging op 19 maart 1956 in Moskou in première (wereldpremière 25 april). De film kwam tot stand tijdens een losser filmbewind, nadat Jozef Stalin was overleden. Joetkevitsj won de prijs "Beste regisseur' op het Filmfestival van Cannes (1956); Skobtseva werd benoemd tot Miss Charm van het festival en in de Nederlandse pers vergeleken met Marilyn Monroe. 

## Rolverdeling
| Acteur              | Personage      |
| ------------------- | -------------- |
| Sergei Bondarchuk   | Othello        |
| Andrei Popov        | Iago           |
| Irina Skobtseva     | Desdemona      |
| Vladimir Soshalsky  | Cassio         |
| Yevgeny Vesnik      | Roderigo       |
| Antonina Maksimova  | Emilia         |
| Yevgeny Teterin     | Brabantio      |
| Mikhail Troyanovsky | Duke of Venice |
| Aleksei Kelberer    | Montano        |
| Nikolai Briling     | Lodovico       |
| Leila Ashrafova     | Bianca         |

## Muziek
Aram Chatsjatoerjan schreef de filmmuziek. Ten opzichte van andere filmmuziek valt de inzet van een vocalise sopraan op; de filmmuziek van Chatsjatoerjan is meest puur instrumentaal soms met koor. Chatsjatoerjan schreef de filmmuziek opnieuw voor een uitgebreid symfonieorkest: 
- 3 dwarsfluiten (III ook piccolo), 3 hobo's (III ook althobo), 4 klarinetten (waaronder saxofoon en basklarinet), 2 fagotten
- 4 hoorns, 3 trompetten, 3 trombones, 1 tuba
- pauken, percussie, harp, celesta
- violen, altviolen, celli, contrabassen

Uit de totale muziek werd een suite (duur circa 34 minuten) samengesteld. Zij bestaat uit elf delen die ten opzichte van de oorspronkelijk film niet chronologisch ingedeeld zijn. Het is niet bekend of die suite door de componist is samengesteld of door een derde. 
1. Proloog en introductie (Andante-Allegro-poco piu mosso-moderato (maatslag 100)
2. Desdemona’s zang (Allegro ma non troppo  alla breve 72, vocalise)
3. Venetië (Adagio)
4. Wijntelers (Allegro ghicoco)
5. Nachtelijke moord (Andante sostenuto)
6. Othello's wanhoop (Andante con ferocia)
7. Otello's woede (Allegro vivace-Meno mosso)
8. Othello's aankomst (Moderato-Lento-Tempo di marcia)
9. Een klap in het gezicht (Allegro)
10. Othello's vertrek vanuit het kamp (Andante sostenuto-Marcato)
11. Finale (Largo cantabile-rubato)

Zowel de muziekuitgeverij Sikorski als Adriano (dirigent bij de Naxos-opname) gaven aan sommige muzikaal spannende deeltjes te missen, zoals Desdemona’s lied. 
Dirigent Adriano nam de suite in 1992 (uitgave 1993) op met het Slowaaks Radiosymfonieorkest voor het platenlabel Marco Polo, opgegaan in Naxos. Solisten waren violist Viktor Šimčisko (deel 1) en sopraan Jana Valásková (deel 2)). Het maakte deel uit van een serie opnamen met filmmuziek (Marco Polo Film Music Classics). Het album werd een aantal keren heruitgegeven. Het bleef zover bekend de enige opname, maar diverse keren heruitgegeven. Sikorski en Naxos maakten nog melding van andere bewerkingen van de filmmuziek. Sommige delen kennen een pianoarrangement; ook is er een bundeling van drie liedern (zangstem, piano) van Enim Chatsjatoerjan.